# Servaas de Bruin
Servaas de Bruin (Schoonhoven, 11 februari 1821 - 's-Gravenhage, 12 januari 1901) was een Nederlands (roman)schrijver, letterkundige en vertaler.

## Werken
Hij schreef, behalve een Engels-Nederlands woordenboek en tal van leercursussen tot eigen oefening om zonder meester Frans, Engels, Duits, Zweeds, Italiaans, Spaans enzovoorts te leren. Daarnaast was hij voorvechter van de internationale taal Volapük van Johann Martin Schleyer en vertaalde zowel de grammatica als het woordenboek daarvan naar het Nederlands.  Ook schreef hij een Historisch en Geographisch Woordenboek (2 delen, Leiden, 1862).
Voorts schreef hij onder een pseudoniem, anoniem of onder eigen naam ‘omstreeks anderhalf honderd boekdeelen van verschillende inhoud, waaronder een dozijn oorspronkelijke en drie à vier dozijn vertaalde romans’, o.a.:
- Groote lotgevallen eener kleine familie, Amsterdam, 1846;
- Een voogd en twee pupillen, Tiel, 1847;
- Kraakamandelen voor lagchers en denkers of variatiën op het alphabet, Amsterdam, 1864;
- List van vrouwen, oorspronkelijk blijspel, Goringen, 1865;
- Onze vriend uit Friesland, Harlingen, 1868;
- De Huwelijks-advertentie, blijspel, Harlingen, 1869, 2e druk, 1877;
- De Notarisklerk, Kampen, 1869, 3e druk, 1878;
- Wat is verkieslijk, conservatief of liberaal, en waarom?, Zalt-Bommel, 1869;
- Geldwinnen zonder werken of de natuurlijke gevolgen eener gebrekkige beschaving, Amsterdam, 1871;
- Een lieve jongen, een boek om te lachen, zeer vrij naar het Hoogduitsch, Amsterdam, 1871;
- Geen schoondochter of zij moet van adel zijn, onder het pseudoniem Brendius, 's-Gravenhage, 1871;
- Nieuwe Amsterdamsche Mercurius of Maandboekje voor de Hoofdstad, Redacteur Brendius, 2 delen, Amsterdam, 1847-1848;
- 26 Satiren op de beteekenis van werkwoorden, Sliedrecht, 1876;
- 26 nieuwe Satiren, vooral ook bestemd ter mondelinge voordracht, Lemmer, 1876;
- onder het pseudoniem Justus Argus het tijdschrift De Criticus, 2 delen, Amsterdam, 1847-1848.